# Top 10 (fumetto)
Top 10 è una serie a fumetti creata da Alan Moore e Gene Ha per l'universo America's Best Comics della WildStorm (una divisione della DC Comics).
La prima serie è durata 12 numeri, seguita poi dalla miniserie Smax, dalla graphic novel Quelli del quarantanove e da un'altra miniserie, Top 10: Beyond the Farthest Precinct.
Probabilmente verrà pubblicata una seconda serie di Top 10, ad opera di Zander Cannon e Gene Ha.

## Storia
La serie descrive le vite e il lavoro della forza di polizia di Neopolis, una città in cui chiunque, dalla polizia ai criminali ai civili, bambini e perfino i cuccioli, possiede dei superpoteri, costumi sgargianti e identità alternative.
La trama ruota attorno alla vita quotidiana degli agenti di polizia della stazione di polizia del 10º distretto ed è simile nel tono ai classici drammi polizieschi televisivi come Hill Street Blues, che Moore ha descritto come una sua influenza. Il fumetto affronta anche una vasta gamma di pregiudizi e problemi, ma con un tocco di fantascienza; mostri, robot e creature fantastiche spesso affrontano il bigottismo e i problemi affrontati dalle minoranze umane del mondo reale. Ad esempio, diversi personaggi della serie sono omosessuali, tra cui il capitano della stazione di polizia, un uomo anziano di cui scopriamo la giovinezza in un albo incentrato sugli inizi della sua relazione con il suo compagno nel 1949. A seconda dei casi che i personaggi sono chiamati a risolvere, la serie affronta anche alcuni temi sessuali, tra cui lo stupro, l'incesto, la pedofilia, nonché tabù come la zoofilia (uno degli agenti di polizia è un cane intelligente, attratto dagli esseri umani) e rapporti sessuali tra esseri umani e robot.
La serie include diversi riferimenti a fumetti e "gag visive" visive relative al genere. Ad esempio, un venditore di orologi incappucciato all'angolo della strada usa un cartello di cartone che pubblicizza "l'orologio di segnalazione di Jimmy Olsen", e un venditore di hot dog cucina la sua merce con la vista termica. Una trama riguarda una boy-band chiamata Sidekix il cui singolo di successo è "Holy Broken Hearts" (un riferimento all'esclamazione ricorrente di Robin della DC Comics). Allo stesso modo, la maggior parte della pubblicità, della segnaletica e dei graffiti nell'universo del fumetto contiene riferimenti al mondo dei fumetti e dei superpoteri (ad esempio, un negozio di abbigliamento chiamato "The Phonebooth", un riferimento a come Superman nei primi fumetti si cambiava i vestiti in una cabina telefonica) e le scene di folla di solito presentano molti personaggi di fantascienza e fumetti.

## Premi ricevuti
La serie ha ottenuto numerosi Eisner Award:
- "Migliore serie nuova" (Best New Series) nel 2000.
- "Migliore serie regolare" (Best Continuing Series) nel 2001.
- "Migliore album grafico: nuovo" (Best Graphic Album: New) per Top Ten: The Forty-Niners nel 2006.
- "Migliore scrittore" (Best Writer) nel 2000, 2001 e 2006 ad Alan Moore per i suoi lavori su Top Ten, Top Ten: The Forty-Niners e altro.
- "Miglior lettering" (Best Letterer/Lettering) nel 2000, 2001, 2002 e 2006 a Todd Klein per i suoi lavori su Top Ten, Top Ten: The Forty-Niners e altro.

## Pubblicazione originale
La serie principale di Top 10 è stata una serie di 12 numeri tra il 2000 e il 2001. I seguiti includevano il mini-spinoff di 5 numeri del 2003 Smax e la graphic novel del 2005 Top 10: The Forty-Niners. Il 2005 vide anche la pubblicazione di Top 10: Beyond the Farthest Precinct, una miniserie di 5 numeri, scritta da Paul Di Filippo e illustrata da Jerry Ordway. Un'altra serie di 4 numeri, Top 10: Season Two, fu pubblicata nel 2008-09. Fu scritta da Zander Cannon, Kevin Cannon e Shadi Petosky, con illustrazioni di Gene Ha. Fu prodotto anche un singolo numero intitolato Special, ambientato due settimane dopo.
- Top 10, 12 numeri, settembre 1999 - ottobre 2001
- Smax, miniserie di 5 numeri, ottobre 2003 - maggio 2004
- Top 10: The Forty-Niners, graphic novel, 2005
- Top 10: Beyond the Farthest Precinct, miniserie di 5 numeri, 2005

### Ristampe in volume
- Top 10 vol. 1 (raccoglie i numeri 1-7) (cartonato: ISBN 1-84023-196-3 / brossurato: ISBN 1-56389-668-0 e ISBN 1-84023-275-7)
- Top 10 vol. 2 (raccoglie i numeri 8-12) (cartonato: ISBN 1-56389-876-4 e ISBN 1-84023-482-2 / brossurato: ISBN 1-56389-966-3 e ISBN 1-84023-518-7)
- Smax (cartonato: ISBN 1-4012-0325-6 / brossurato: ISBN 1-4012-0290-X)
- Top 10: The Forty-Niners (cartonato: ISBN 1-56389-757-1 / brossurato: ISBN 1-4012-0573-9)
- Top 10: Beyond the Farthest Precinct (brossurato: ISBN 1-4012-0991-2)

### Altre apparizioni
- America's Best Comics 64 Page Giant
- America's Best Comic's Sketchbook
- America's Best Comics: A to Z n. 4

## Pubblicazione italiana
In Italia la serie è stata pubblicata sulla testata bimestrale America's Best Comics della Magic Press dal numero 1 al numero 12. Successivamente è stata ristampata in tre volumi monografici.
Le miniserie Smax e Top 10: Beyond the Farthest Precinct e il volume Top 10: The Forty-Niners sono stati stampati in forma di speciali da libreria.
Gli speciali America's Best Comics 64 Page Giant e America's Best Comic's Sketchbook sono stati pubblicati nello speciale America's Best Comics Special dell'aprile 2003. America's Best Comics: A to Z è invece inedita in Italia.